# Abaza járás
Az Abaza járás (oroszul Абазинский район, abaz nyelven Абаза район, cserkesz nyelven Абаза район, karacsáj nyelven Абазэ куей) Oroszország egyik járása Karacsáj- és Cserkeszföldön. Székhelye Inzsics-Csukun.

## Népesség
- 2010-ben 17 069 lakosa volt, melyből 14 808 abaz (87,1%), 853 cserkesz (5%), 690 orosz (4,1%), 327 karacsáj, 59 nogaj.